# Bišnuprijski manipurski jezik
Bišnuprijski manipurski jezik (bišnuprija jezik; endonym: বিষ্ণুপ্রিয়া মণিপুরী — bişnupriya mônipuri) (ISO 639-3: bpy; bishnupria manipuri, bishnupuriya, bisna puriya), jedan od 19 bengalsko-asamskih jezika koji se govori u indijskim državama Assam (distrikti Cachar, Hailakandi, Karimganj) i Tripura (na sjeveru), te oko 40 000 u Bangladešu (2003); ukupno oko 115 000.
Ima dva dijalekta madai gang (leimanai) i rajar gang (ningthaunai); istočne Nagari i bengalsko pismo. U upotrebi i bengalski [ben]. 
Matični govornici bišnuprijskog manipurskog jezika pišu ga bengalskim pismom.
Materinski govornici ovog jezika zovu ga imāra ţhāra (bengalskim pismom: ইমার ঠার), što znači "jezik moje matere". Govornici ovog jezika sebe i svoj jezik nazivaju Manipuri, a služe se izrazom Bishnupriya radi razlikovanja od inih etničkih skupina u saveznoj državni Manipuru. Riječ Bishnupriya vjerojatno je izvedeno od imena from Bishnupuru (drevni glavni grad Manipura), koji zajedno s dometkom -iya, znači "bishnupurski ljudi".

## Vanjske poveznice
- Ethnologue (14th)
- Ethnologue (15th)